# Masillastega rectirostris
Masillastega rectirostris är en utdöd fågel i familjen sulor inom ordningen sulfåglar. Den beskrevs 2002 utifrån fossila lämningar från eocen funna i Tyskland.